# Distrito de Shahan
El Distrito de Shahan (en árabe: مديرية شحن‎) es un distrito de la Gobernación de Al Mahrah, Yemen. A partir de 2003, el distrito tenía una población de 3.152 habitantes.
El clima es caluroso. La temperatura promedio es de 30 °C. El mes más cálido es junio, con 35 °C, y el más frío enero, con 21 °C. La precipitación media es de 59 milímetros por año. El mes más lluvioso es julio, con 25 milímetros de lluvia, y abril el menos lluvioso, con 1 milímetro.